# Dong Fangzhuo
Dong Fangzhuo (Dalian, Xina, 23 de gener de 1985), és un futbolista xinès que juga de davanter. Va jugar al Manchester United FC de la FA Premier League anglesa. El seu equip actual és el Hebei Zhongji de la SuperLliga Xina.

## Trajectòria
Dong va pertànyer a la Selecció de la Xina sub-23, i va començar notablement la seva carrera professional al Dalian Shide, probablement el club amb més èxit a la Xina. Va signar pel United el gener de 2004 i va ser el primer jugador xinès a pertànyer al club anglès, però va tenir problemes amb un permís de treball, així que va ser prestat al Royal Antwerp FC belga, on va tenir bones temporades, inclosa la temporada 05-06 on quedo de màxim golejador amb 18 punts. Va solucionar els seus problemes legals a Anglaterra i va tornar al Manchester United el 17 de gener de 2007 amb el número 21, que més tard, quan va abandonar el club Rafael da Silva seria el successor d'aquest dorsal. Després va jugar en files del Dalian Shide xinès, Legia Varsòvia, Portimonense, Mika Ashtarak. Actualment juga pel Hebei Zhongji.

### Clubs
| Club                                           | País               | Any                 |
| ---------------------------------------------- | ------------------ | ------------------- |
| Dalian Sidelong                                | Xina               | 2002                |
| Dalian Shide                                   | Xina               | 2002-2004           |
| Manchester United FC Royal Antwerp (en cessió) | Anglaterra Bèlgica | 2004-2008 2004-2006 |
| Dalian Shide                                   | Xina               | 2008-2010           |
| Legia Varsòvia                                 | Polònia            | 2010                |
| Portimonense SC                                | Portugal           | 2010-2011           |
| FC Mika                                        | Armènia            | 2011                |
| Hunan Billows                                  | Xina               | 2012-2013           |
| Hebei Zhongji                                  | Xina               | 2014                |